# Kokain (bok)
Kokain – drogen som fick medelklassen att börja knarka och länder att falla samman är en bok av Lasse Wierup och Erik de la Reguera, utgiven 2010 på Norstedts. Boken handlar om kokain, och hur kokainhandeln har påverkat olika länder. Magnus Linton var från början medförfattare, men lämnade projektet och skrev i stället boken Cocaina.